# Quibaxe
Quibaxe – miasto w Angoli, w prowincji Bengo.